# Mitsubishi X-2
Mitsubishi X-2 (nieoficjalnie zwany Shinshin, dawniej oznaczony ATD-X) – japoński samolot myśliwski 5 generacji o cechach obniżonej wykrywalności. Maszyna jest nie docelowym samolotem, ale jedynie demonstratorem technologii mającym za zadanie sprawdzenie w praktyce użytych rozwiązań konstrukcyjnych, które w późniejszym czasie mogą zostać wykorzystane w budowie ostatecznej wersji myśliwca. Skrótowiec ATD-X oznacza Advanced Technology Demonstrator – X (zaawansowany demonstrator technologii).

## Historia

### Geneza
Starzejąca się flota samolotów Japońskich Powietrznych Sił Samoobrony, w której wykorzystywano wiekowe maszyny typu McDonnell Douglas F-4 Phantom II, a od pierwszego lotu Mitsubishi F-15J (licencyjnej wersji amerykańskiego McDonnell Douglas F-15 Eagle) minęło ponad 30 lat, zmusiła Japonię do rozpoczęcia starań o pozyskanie samolotów mogących w przyszłości zastąpić obecnie używane samoloty i sprostać wyzwaniom jakie stawia współczesne pole walki. Celem owych starań był w pierwszej kolejności zakup amerykańskich myśliwców przewagi powietrznej Lockheed F-22 Raptor. Niestety dla Japończyków amerykańska administracja nie była skora do przekazywania tak zaawansowanego systemu uzbrojenia do Japonii. Przeprowadzona przez Koreę Północną w październiku 2006 roku pierwsza próbna eksplozja ładunku nuklearnego złagodziła amerykańskie stanowisko w sprawie sprzedaży F-22 do Japonii. W grudniu 2007 roku wstępnie wydano zgodę na zaoferowanie myśliwców ale w zubożonej wersji. Japonia nie podjęła jednak decyzji odkładając ją do 2010 roku licząc na dalsze ustępstwa ze strony USA. 25 maja 2009 roku Korea Północna przeprowadziła kolejną próbę z bombą atomową. W jej następstwie Japonia podjęła bardziej zdecydowane kroki w celu pozyskania Raptorów, godząc się na zakup ich "odchudzonej" wersji. Wstępnie planowano zakup od 40 do 60 maszyn dla dwóch dywizjonów operacyjnych. Amerykańska administracja zaakceptowała japońskie plany stawiając jednak zaporowe warunki cenowe, koszt jednego samolotu sięgał prawie 300 milionów dolarów plus koszty pakietu logistycznego (US Air Force zapłaciło 150–200 milionów dolarów za samolot). Na nic nie zdała się jednak determinacja Japonii akceptującej i te warunki wobec braku zgody Kongresu Stanów Zjednoczonych na sprzedaż F-22. Japońskie starania przekreśliło ostatecznie zamknięcie w grudniu 2011 roku linii produkcyjnej Raptorów w zakładach Lockheed Martin w Marietcie.
Równolegle obok prób pozyskania maszyn typu F-22, Japonia już w 2006 roku rozpoczęła starania o pozyskanie następcy swoich samolotów McDonnell Douglas F-4 Phantom II a w połowie 2009 roku oficjalnie ogłosiła rozpoczęcie programu F-X mającego wyłonić następcę Phantomów. 14 kwietnia 2011 roku wysłano zaproszenie do uczestnictwa w programie F-X do trzech firm, Boeinga i jego Boeing F/A-18E/F Super Hornet, Lockheed Martin z F-35A oraz Eurofighter GmbH z Eurofighter Typhoon. 19 grudnia 2011 roku czyli po ostatecznym przekreśleniu szans na zakup F-22, japońskie ministerstwo obrony ogłosiło, że zwycięzcą w programie F-X i dostawcą 42 maszyn została konstrukcja Lockheed Martin F-35 Lightning II. Wybór F-35 nie oznaczał jednak, iż to właśnie ta maszyna stanie się podstawowym nowym myśliwcem wielozadaniowym 5 generacji. 24 czerwca 2016 roku japońskie Ministerstwo Obrony ogłosiło zapytanie ofertowe dotyczące pozyskania nowego samolotu, oznaczonego wstępnie jako F-3 a mającego w przyszłości zastąpić dotychczasowe maszyny F-2. Plany przewidują zakup około 100 nowych samolotów, które znalazłyby się w linii do 2030 roku. Brane pod uwagę są trzy opcję pozyskania nowego samolotu. Pierwsza z nich, to właśnie F-35 będzie podstawową maszyną myśliwską nowej generacji. Druga opcja przewiduje zbudowanie nowego samolotu siłami własnego przemysłu lotniczego, wykorzystując jako bazę do dalszych prac, projekt X-2. Trzecia opcja przewiduje pozyskanie partnera zagranicznego i we współpracy z nim, z wykorzystaniem rodzimej myśli technicznej i również na bazie projektu X-2, budowa nowego myśliwca. W przypadku ostatniej z opcja, Japonia dysponuje dużym doświadczeniem w tego typu współpracy z zagranicznym partnerem czego przykładem jest zakończony sukcesem program budowy Mitsubishi F-2

### Projekt

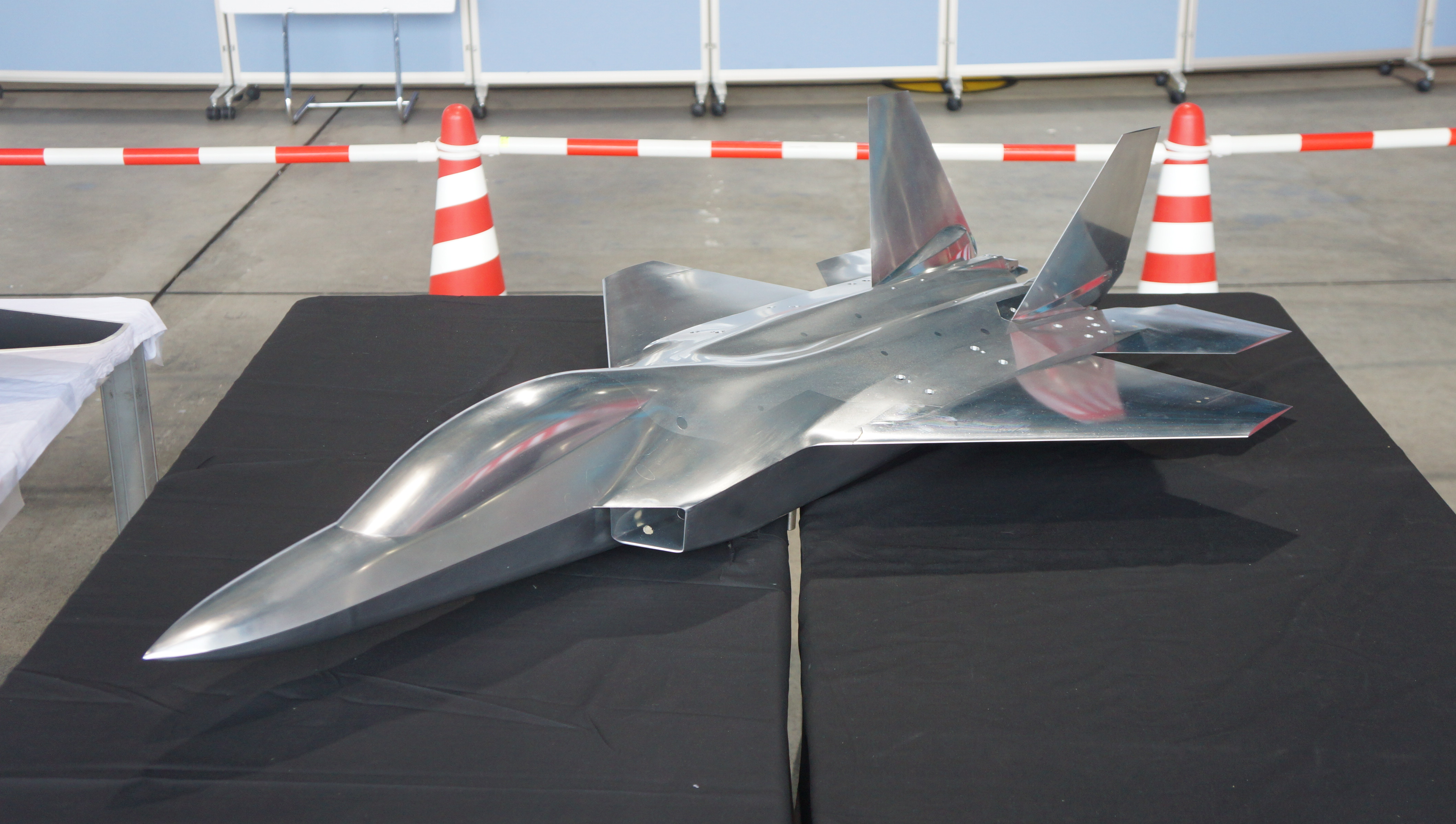
Model samolotu

Pierwsze doniesienia o pracach nad nowym japońskim myśliwcem 5 generacji pojawiły się w 2005 roku, gdy we Francji rozpoczęto badania skutecznej powierzchnia odbicia modelu samolotu zaprojektowanego w koncepcji stealth. W ramach programu Research of the Future Fighter Aircraft Concept (Shōrai Sentōki Kitai Kōsō no Kenkyū), prowadzono szereg prac nad nowymi systemami, mogącymi zostać wykorzystanymi w samolocie bojowym nowej generacji. Wśród nowych projektów znalazły się termowizory nowej generacji, zintegrowane systemy kierowania ogniem, awionika zintegrowana z wyświetlaczem nahełmowym, nowe materiały konstrukcyjne, wielozadaniowe stacje radiolokacyjne z antenami wtopionymi w poszycie płatowca, mogące równolegle pełnić funkcję radiolokacyjne, walki elektronicznej, samoobrony i łączności. W 2006 roku, również we Francji, w należącym do Direction générale de l'Armement (centrum badań i rozwoju systemów uzbrojenia francuskiej armii) ośrodku Centre d'électronique de l'armement (laboratorium militarnej elektroniki) przeprowadzono loty modelu samolotu w skali 1/5. Próby miały na celu zbadanie zachowanie się płatowca w lotach z dużymi katami natarcia, kontrolę systemów sterowania i wyposażenia oraz co jest nowością w awionice lotniczej, samonaprawiający się system kontroli lotu. W 2008 roku, należący do japońskiego Ministerstwa Obrony Badawczo Rozwojowy Instytut Techniczny (Technical Research & Development Institute) ujawnił pełnowymiarową makietę samolotu. W 2009 roku pracę zintensyfikowano, było to związane ze zmniejszającymi się szansami na pozyskanie amerykańskich F-22 oraz sytuacją międzynarodową, w zaistniałej sytuacji stawało się jasne dla Japonii, iż jedyną możliwością pozyskania samolotu myśliwskiego 5 generacji będzie zdanie się na możliwości rodzimego przemysłu lotniczego. Pierwszy latający prototyp samolotu powstał w zakładach Mitsubishi Heavy Industries w Tobishima. W marcu 2014 roku uroczyście rozpoczęto montaż płatowca a już 12 lipca tego samego roku miała miejsce uroczystość roll-out, w której zademonstrowano gotowy płatowiec.
W lutym 2016 roku nazwę maszyny zmieniono z ATD-X na X-2; nazwa Shinshin jest stosowana powszechnie, ale nie ma statusu oficjalnej. Pierwszy lot ATD-X odbył się 22 kwietnia 2016 roku. Prototyp o numerze rejestracyjnym 51-0001 wystartował z lotniska w  Nagoi o 08:47 rano lokalnego czasu i po dwudziestu sześciu minutach wylądował w bazie sił powietrznych Gifu. Podczas całego lotu maszyna miała wypuszczone podwozie. Samolot wykonał 34 loty z 50 planowanych i został uziemiony. W kwietniu 2018 roku, Tokio nieoczekiwanie wysłało zapytanie do zagranicznych producentów samolotów, z zapytaniem o warunki pozyskania nowej maszyny. Warunkiem była możliwość modernizacji konstrukcji siłami rodzimego przemysłu, z szerokie zastosowaniem japońskich komponentów i rozwiązań. Odpowiedział Lockheed Martin, który zaproponował F-22 ale z awioniką zastosowaną w F-35. Boeing zaprezentował nową wersję F-15X a BAE Systems Eurofighter Typhoon. Żadna z ofert nie została przyjęta. F-15X i Typhoon, zdaniem japońskich decydentów nie dysponowały odpowiednim potencjałem. Z kolei zmodernizowany F-22 okazał się być samolotem, którego koszty pozyskania przekraczały możliwości przeznaczonego na ten cel budżetu. Z drugiej strony, chcąc dokonać implementacji własnych systemów, amerykański producent musiałby przekazać prawa licencyjne do niektórych technologii, czego strona amerykańska nie potwierdziła. W przeszłości dochodziło do wycieku tajnych amerykańskich informacji, przekazywanych stronie japońskiej. W zaistniałej sytuacji, na początku października 2018 roku japońskie Ministerstwo Obrony podjęło decyzję o kontynuacji programu X-2. Pomimo oparcia prac na siłach własnego przemysłu, Japończycy poszukują potencjalnych zagranicznych partnerów do współpracy. Taka oferta została przedstawiona Japonii przez koncern Lockheed Martin. Jako opcje współpracy wymienia się również Wielką Brytanię, realizującą program BAE Systems Tempest lub europejski Future Combat Air System.

## Konstrukcja
Mitsubishi X-2 jest jednomiejscowym, wolnonośnym średniopłatem. Maszyna napędzana jest dwoma turbowentylatorowymi silnikami o niskim stopniu dwuprzepływowości IHI XF-5 zaprojektowanymi i zbudowanymi w firmie Ishikawajima-Harima Heavy Industries Corporation (IHI Corporation). Dzięki swojej niewielkiej masie samolot będzie prawdopodobnie zdolny do osiągnięcia prędkości naddźwiękowej bez użycia dopalaczy. Trzy ruchome płetwy na dyszy silnika mają zapewnić sterowanie wektorem ciągu silnik, podobne rozwiązanie zastosowano w maszynie Rockwell-MBB X-31. W docelowej konstrukcji ma znaleźć się silnik określany przez producenta, IHI Corporation jako Next Generation Hyper Slim Engine. W czerwcu 2018 roku do prób został przekazany silnik XF9-1, będący efektem modernizacji silnika XF-5. W listopadzie tego samego roku poinformowano o pomyślnym zakończeniu testów, podczas których jednostka osiągnęła ciąg 107 kN bez dopalacza i 147 kN z dopalanie. Silnik ma znaleźć się na pokładzie kolejnych maszyn. Kabina pilota nie zapewnia widoczności w promieniu 360° a jedynie w granicach 240°. Stacja radiolokacyjna ma być wyposażona w aktywną antenę o elektronicznym formowaniu i kierowaniu wiązką AESA (Active Electronically Scanned Array) zdolną również do generowania zakłóceń i komunikacji jak również prawdopodobnie wykorzystywana jako broń mikrofalowa. Aktywny, cyfrowy system sterowania oparty na światłowodach (fly-by-optics). Uzbrojenie samolotu ma być przenoszone w trzech, wewnętrznych komorach uzbrojenia, głównej i dwóch bocznych. W przykadłubowej części prawego skrzydła prawdopodobnie zamontowane zostanie wielolufowe działko kalibru 20 mm. Podwozie chowane, trójpodporowe z przednim podparciem.